# Tulatromycine
Tulatromycine is een diergeneeskundig middel. Het is een macrolide-antibioticum met drie aminegroepen in het molecuul. Vandaar wordt het aangeduid als een triamilide.
Tulatromycine mag toegediend worden aan rundvee, varkens en schapen. Het wordt per injectie toegediend. Het mag niet gebruikt worden bij dieren die melk voor menselijke consumptie produceren. De merknaam is Draxxin van Zoetis (voorheen Pfizer Animal Health).
De ATCVet-code is QJ01FA94.

## Indicaties[1]
Tulatromycine wordt gebruikt voor de behandeling en preventie van respiratoire aandoeningen bij het rund (BRD, bovine respiratory disease). Dit zijn aandoeningen geassocieerd met de bacteriën Mannheimia haemolytica, Pasteurella multocida, Histophilus somni en Mycoplasma bovis.
Het kan ook gebruikt worden voor de behandeling van infectieuze bovine keratoconjunctivitis (IBK) geassocieerd met Moraxella bovis. Dit is een besmettelijke oogziekte die vooral bij kalveren voorkomt.
Bij varkens kan het gebruikt worden voor de behandeling en preventie van respiratoire aandoeningen bij het varken (SRD, swine respiratory disease) die geassocieerd zijn met Actinobacillus pleuropneumoniae, Pasteurella multocida, Mycoplasma hyopneumoniae en Haemophilus parasuis.
Bij schapen is dit antibioticum goed werkzaam en geregistreerd tegen rotkreupel (Bacteroides nodosus).